# 강산에 꽃이 피네
"강산에 꽃이 피네"(Flowers Over the Country)는 한국에서 제작된 강소원 감독의 1968년 드라마, 멜로/로맨스 영화이다. 오영일 등이 주연으로 출연하였고 곽정환 등이 제작에 참여하였다.

## 출연

### 주연
- 오영일
- 남정임
- 안인숙
- 한유정

## 기타
- 원작자: 황정태
- 조명: 이억만
- 미술: 노인택